# Borj Sirat
Pour les articles homonymes, voir Borj.
Le borj Sirat est un bastion situé à l'extrémité ouest du rempart maritime de Rabat, au Maroc, à 0,45 mile de l'extrémité sud-sud-ouest de la jetée sud du port et, le long de la côte, à égale distance du fort Rottembourg et de la kasbah des Oudayas.
Il est édifié au-dessus d'une falaise surplombant légèrement l'Atlantique en 1775-76 par le renégat anglais Ahmed El Inglizi, sous le règne de Mohammed III afin d'assurer, avec le borj Sqala et le borj Dâr, la défense de la côte,,.

## Architecture
Le bastion est de forme trapézoïdale régulière dont les côtés mesurent respectivement 76,9 m et 46,65 m, surélevé et accessible via une rampe en pente longue de 25 m et large de 4 m, construite de façon à faciliter le passage des canons et reliant la cour à l'unique porte d’accès présentant un arc en plein cintre surhaussé, située sur la face sud et donnant accès, à la suite d'un vestibule rectangulaire, à une plateforme à ciel ouvert  qui est la cour et qui devait servir de place d’entraînement des militaires et de dépôt des canons destinés à être placés devant les embrasures.
Cette cour est bordée à l'est, au nord et à l’ouest par un parapet. Construit en gros blocs de pierre taillée, ce fortin est percé dans ses faces est, nord et ouest de dix-neuf embrasures à canon, ceci afin de se protéger des attaques maritimes.
Au niveau des angles nord-est et nord-ouest se dressaient deux échauguettes dont ne subsistent que les bases. L'angle sud-ouest est occupé par une tour hexagonale tandis que l'angle sud-est est dessiné par un demi-cercle à couverture formant la lèvre d'une tour demi-ronde accolée au bastion. Le bâtiment dispose de deux pièces qui devaient servir de logements aux gardiens ou de magasins de stockage d’armes et de munitions.

## Galerie photo

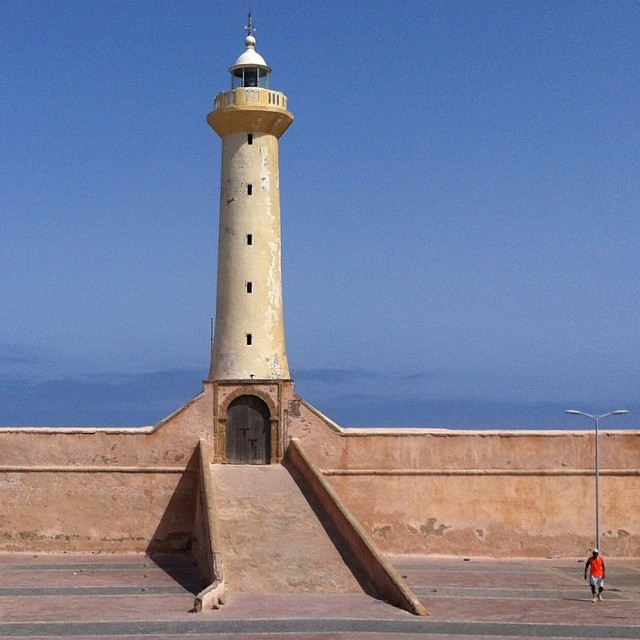
Borj Sirat et Phare de Rabat
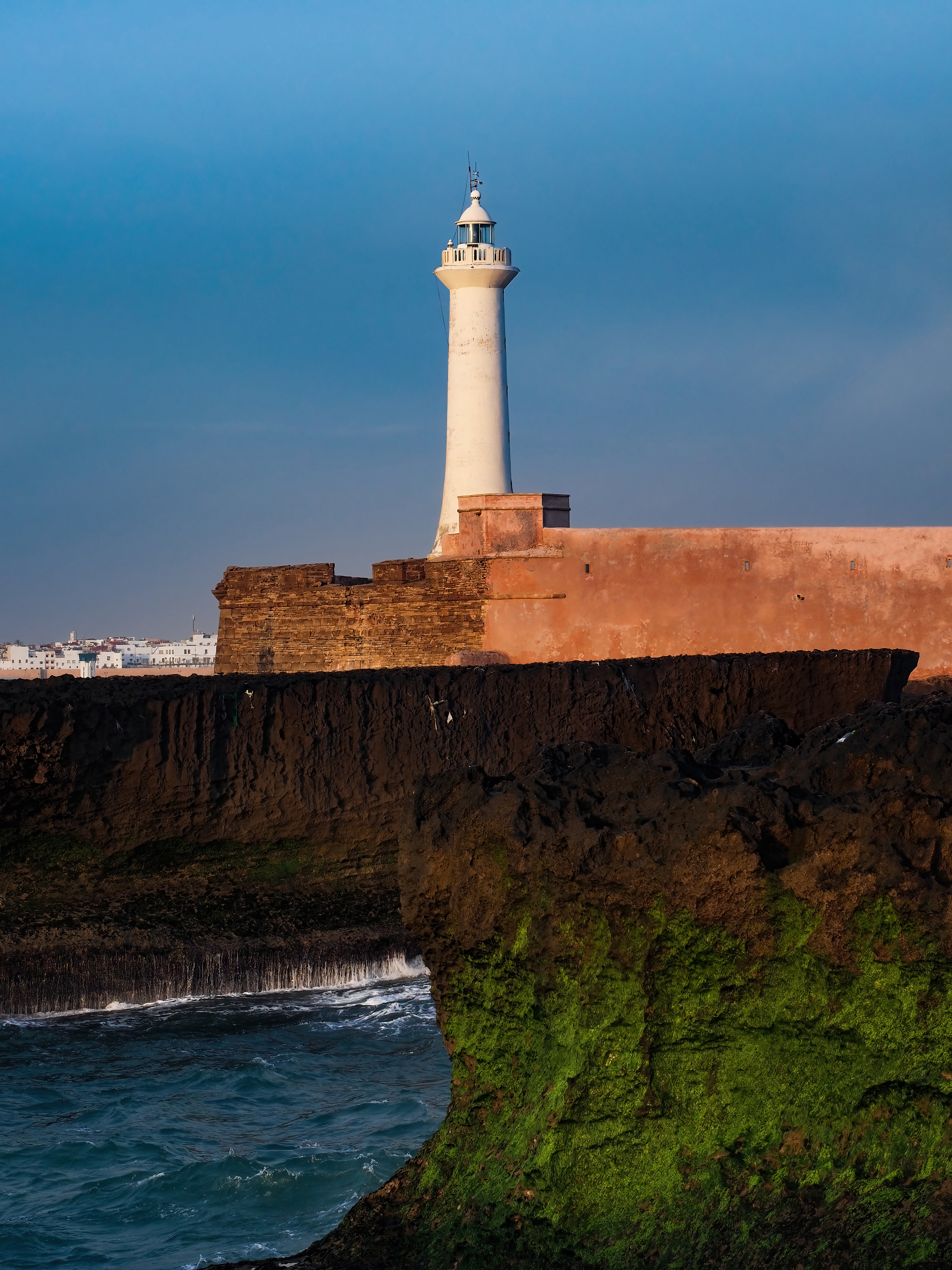
Borj Sirat et Phare de Rabat
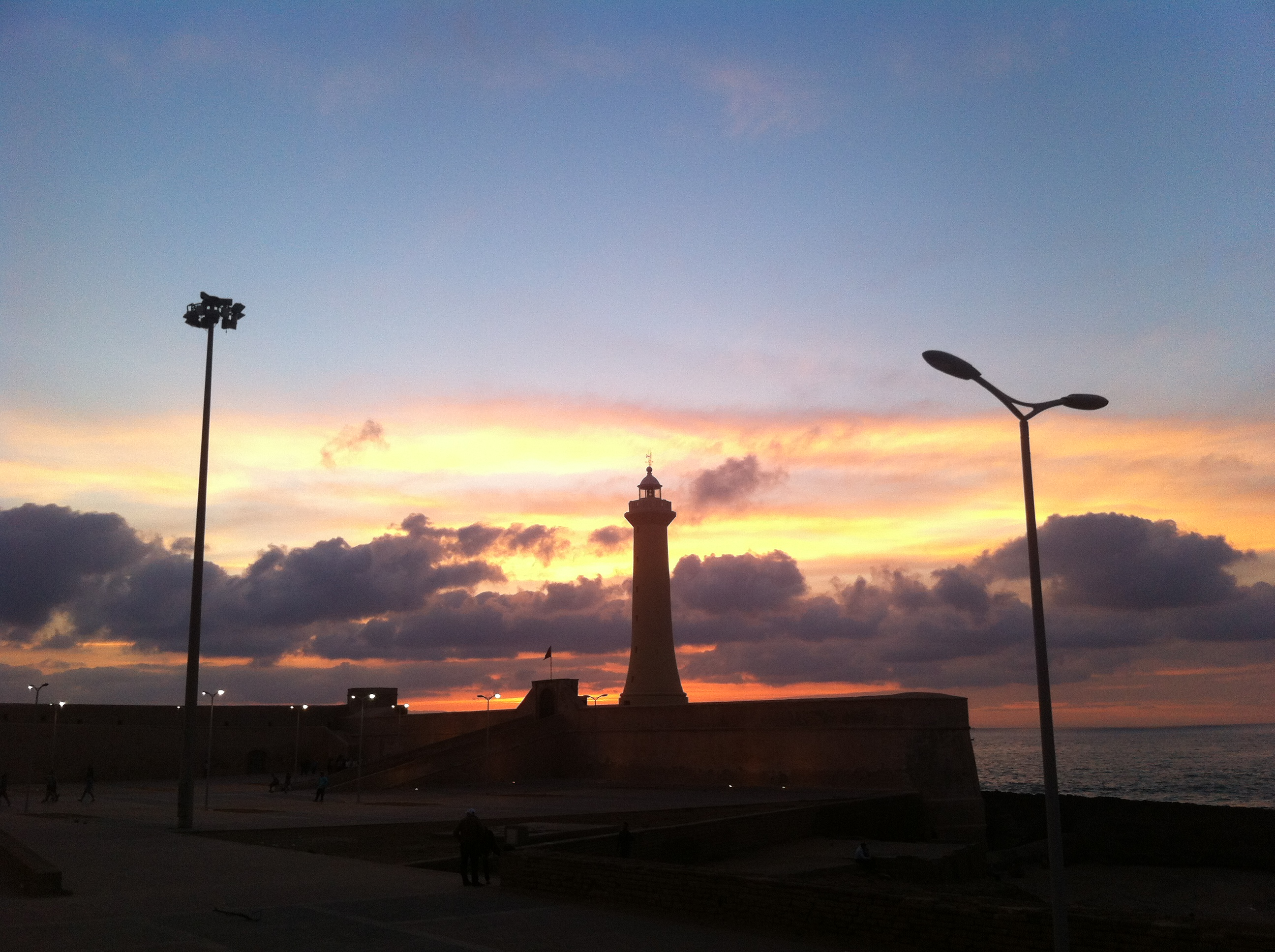
Coucher de soleil près de Borj Sirat